# クラーク・ストリート駅
クラーク・ストリート駅（クラーク ストリートえき、英: Clark Street）は、ニューヨーク市地下鉄IRTブロードウェイ-7番街線の駅である。ブルックリン区ブルックリン・ハイツのクラーク・ストリートとヘンリー・ストリートの交差点に位置し、2系統が終日、3系統が深夜を除く終日停車する。

## 歴史
1919年4月15日、イースト川を潜るクラーク・ストリート・トンネルが開通しブロードウェイ-7番街線がウォール・ストリート駅からボロー・ホール駅まで延伸、それと同時に当駅は開業した。ブロードウェイ-7番街線はボロー・ホール駅南側で既にアトランティック・アベニュー-バークレイズ・センター駅まで開通していたIRTイースタン・パークウェイ線の緩行線に合流し同駅まで列車が乗り入れていた。クラーク・ストリート・トンネルの開通によりブルックリン区 - マンハッタン区間の輸送力は2倍となり、ジョレールモン・ストリート・トンネルを通過するIRTレキシントン・アベニュー線の混雑を緩和することとなった。また、ブルックリン区から乗換無しでタイムズスクエアへ行くことが可能となった。
1964年から1965年に掛けて当駅はブロードウェイ-7番街線の他4駅と共に、1両辺り51フィート（15メートル）のIRT車10両編成の列車の入線に対応するためにホーム有効長を525フィート（160メートル）に延長した。
1981年、MTAは地下鉄内で最も老朽化した69駅の中に当駅を挙げている。駅はこの69駅がリストアップされる2年前の1979年に改装工事を行う駅として選ばれており、1982年初頭に改装の設計作業が行われた。この改装工事は1984年から1985年に掛けて行われ、ホームが改装されたほか、照明と案内看板が新しい物に取り替えられ、新しいアートワークも設置された。なお、改装工事にあたりMTAは費用を1,250,000ドルと見込んでいたが最終的な費用はこの見込みを超えている。また、工事の開始も本来1984年1月と考えられていたが工事請負会社の問題から遅れが生じている。
2017年1月、当駅はニューヨーク市地下鉄内の地下駅で最後にトランジット・ワイヤレス (Transit Wireless) のWi-Fiサービスを導入した駅となった。

## 駅構造
| G          | 地上階                       | 出入口、改札口、駅員詰所、メトロカード自動券売機 (ホテル・セント・ジョージ内の駅舎から中間階までのみエレベーター) |
| M          | 中間階                       | エレベーター-階段間乗り換え                                                                                       |
| P ホーム階 | 北行線                       | ← ウェイクフィールド-241丁目駅行き（ウォール・ストリート駅） ← ハーレム-148丁目駅行き（ウォール・ストリート駅）   |
| P ホーム階 | 島式ホーム、左側の扉が開く。 | |
| P ホーム階 | 南行線                       | → フラットブッシュ・アベニュー駅行き（ボロー・ホール駅）→ ニューロッツ・アベニュー駅行き（ボロー・ホール駅）→     |

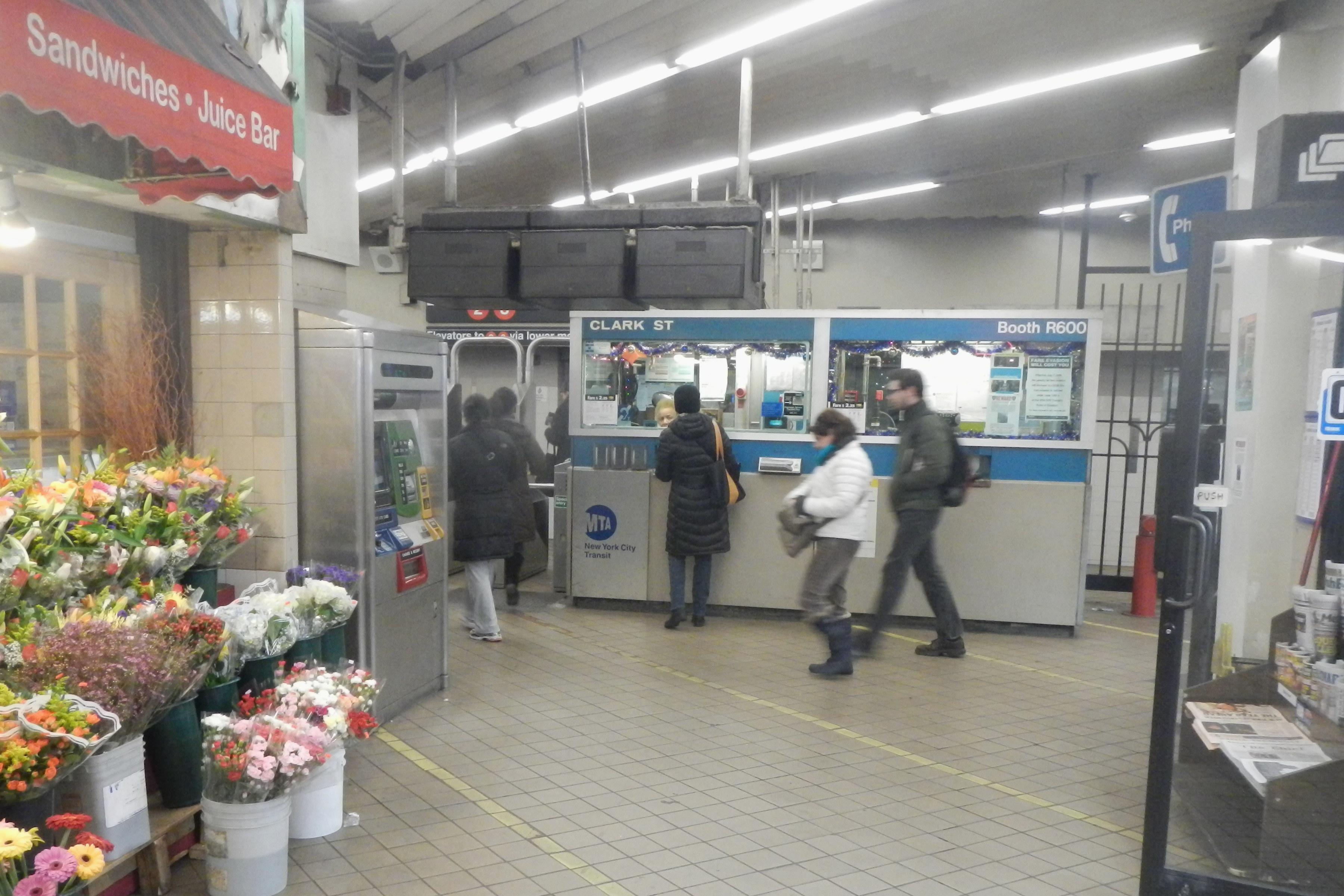
改札口

駅は島式ホーム1面2線の地下駅で、ブロードウェイ-7番街線のブルックリン区内最西端の駅である。ホーム壁面は掘削時の名残で上部に行くにつれて湾曲しており、"Clark Street–Brooklyn Heights"と書かれた駅名標がある。

### 出入口
ホーム中央に中間階への階段が2つあり、中間階には地上階へのエレベーターが3機ある。中間階の床には1987年にレイ・リングにより製作されたアートワーク『Clark Street Passage』が飾られている。中間階からのエレベーターはクラーク・ストリートとヘンリー・ストリートの交差点北西に位置する現在廃業しているホテル セント・ジョージの1階に接続している。なお、エレベーターはホームまで接続していないためADAに完全に準拠した駅とはなっていない。改札口には旧ホテルロビーとチェックイン受付へのドア2つがあり、ヘンリー・ストリートからの駅入口ドア上には"Hotel St. George"と書かれた日除けがある。
この駅はニューヨーク市地下鉄内において地上階から中間階（改札階）までエレベーターでしかアクセスできない3駅のうちの1駅で、残りの2駅は同じブロードウェイ-7番街線の168丁目駅と181丁目駅である。
駅近くにあるブリッジ・パークに当駅の出入口が新設される計画がある。Brooklyn Community Board 6という計画での2008年の調査ではブリッジ・パークへの出入口を新設することを検討したが、財政的な面からこの計画は実現不可能との結論が出された。